# Ліпія солодка
Ліпія солодка — багаторічна трав’яниста рослина, що належить до родини вербенових й використовується як підсолоджувач та лікарська рослина. Батьківщиною ліпії солодкої є країни Центральної Америки та Мексика.